# Philip Gidley King
Philip Gidley King (ur. 23 kwietnia 1758 w Launceston w Kornwalii, zm. 3 września 1808) – oficer marynarki brytyjskiej, urzędnik brytyjskiej administracji kolonialnej w Australii, trzeci z kolei gubernator stanu Nowa Południowa Walia w latach 1800 – 1806.

## Życiorys
Jako podporucznik i podwładny Arthura Phillipa w 1787 r. był członkiem załogi HMS "Sirius" z pierwszego konwoju, transportującego brytyjskich skazańców do pierwszej kolonii karnej założonej w Nowej Południowej Walii. Po przybyciu do Australii został 6 marca 1788 r. komendantem pierwszej osady karnej na wyspie Norfolk i znacząco zasłużył się dla rozwoju osadnictwa oraz gospodarki na tej wyspie. W 1790 r. wrócił na krótko do Anglii, by zdać relację z funkcjonowania kolonii i przedstawić panujące tam warunki. W Anglii 11 marca 1791 r. poślubił Annę Josephę Coombe, z którą w tym samym roku na pokładzie statku "Gorgon" powrócił na Norfolk, by objąć funkcję gubernatora wyspy.
W październiku 1796 r. powrócił dla podratowania zdrowia do Anglii, gdzie przebywał do chwili nominowania go na stanowisko gubernatora Nowej Południowej Walii. Jako gubernator zreorganizował administrację kolonii, wprowadził regulacje dotyczące obowiązków i godzin pracy skazanych oraz ich wynagrodzeń. Organizował szkoły dla dzieci skazańców, przygotowujące je jednocześnie do różnych zawodów. Popierał pierwsze próby uprawy winorośli, tytoniu i bawełny oraz wydobycia węgla. Walczył z pijaństwem wśród więźniów. Walka z nielegalną produkcją alkoholu (zwłaszcza rumu) i handlem nim wśród skazańców skonfliktowały go z nadzorcami kolonii i doprowadziły do jego zdymisjonowania i zastąpienia Williamem Blighem.